# دین در چین

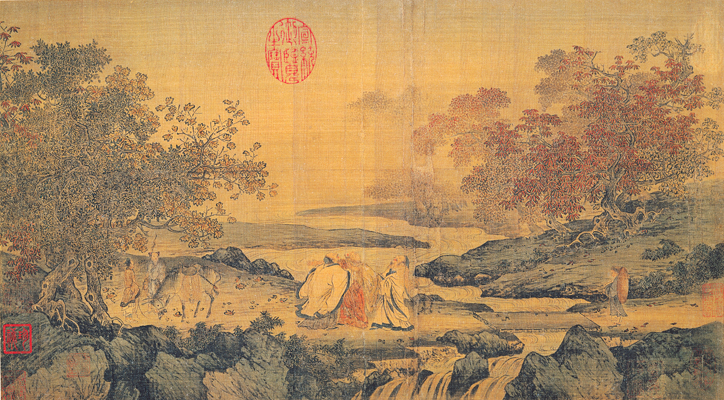
اثر Three laughs at Tiger Brook یک نقاشی مربوط به دودمان سونگ (قرن ۱۲ میلادی) که ۳ مرد که نشان‌گر کنفوسیوس‌گرایی، تائوئیسم، و بودائیسم هستند را نشان می‌دهد که با هم می‌خندد.

چین مدت‌های مدیدی گهواره و میزبان دیرپاترین سنن دینی-فلسفی دنیا بوده‌است. کنفسیوس‌گرایی و تائوئیسم بعداً پیوسته با بودائیسم، «سه آموزه» را که فرهنگ فرهنگ چینی را شکل داده‌اند تشکیل می‌دهد. هیچ مرز مشترکی میان این سیستم‌های دینی درهم‌تنیده، که مدعی انحصاری‌بودن نیستند وجود ندارد، و عناصر هر کدام ادیان سنتی چینی (Chinese folk religion) را غنی می‌کنند. امپراتوران چین مدعی حکم [یا قیمومیت] آسمان (Mandate of Heaven) شدند (اصطلاح فره ایزدی یا فره شاهی را ببینید) و در رسوم دینی چینی مشارکت کردند.